# 어반 저스티스
어반 저스티스(Urban Justice)는 미국에서 제작된 돈 E. 폰트르로이 감독의 2007년 액션, 스릴러 영화이다. 스티븐 시걸 등이 주연으로 출연하였고 윌리암 B. 스테클리 등이 제작에 참여하였다.

## 출연

### 주연
- 스티븐 시걸
- 에디 그리핀

### 조연
- 카멘 세라노
- 코리 하트
- 커크 B.R. 울러
- 리즐 카스튼스
- 제이드 요커
- 저메인 워싱턴
- 브라이언 닐 루세로
- 대니 트레조
- 디에고 호아킨 로페즈
- 그레디 맥카델
- 브렛 브락
- 마이크 실
- 존 P. 귈리노
- 조쉬 베리
- 미키 문
- 지저스 주니어
- 놈 컴프턴
- 토머스 윌슨 브라운
- 빈 당
- 데이브 콜론
- 폴 다니엘 맥고웬
- 라넬 스토밸
- 댄 스트라칼
- 킴 스라셔
- 베리 톨리
- 에번 애드리언

## 제작진
- 공동제작: 필립 B. 골드핀
- 미술: 카미 캘로
- 의상: 라리 푸어
- 배역: 토니 코브 브록
- 배역: 샤리 로즈